# Hassan Youssef (acteur)
Pour les articles homonymes, voir Hassan Youssef et Youssef.
Hassan Youssef (en arabe : حسن يوسف) est un acteur égyptien né le 14 avril 1934 et mort le 29 octobre 2024 à Héliopolis.

## Biographie
Sa carrière a débuté dans les années 1960. Il a notamment joué aux côtés de l'actrice Souad Hosni.
Il est marié à l'ancienne actrice Chams El Baroudi avec laquelle il eut un fils : Omar H. Youssef.